# 江角柳四郎
江角 柳四郎（えすみ りゅうしろう、1848年4月10日（嘉永元年3月7日）- 1906年（明治39年）3月22日）は日本の地主、実業家、政治家。貴族院多額納税者議員。

## 経歴
出雲国出雲郡、のちの原鹿村（簸川郡久木村を経て現島根県出雲市斐川町原鹿）で、豪農の家に生まれる。機業を営み、簸川銀行取締役などを務めた。また、島根県元出雲郡連合村戸長、島根県会議員、久木村会議員、同村長などを歴任。1904年、貴族院多額納税者議員に選出され、同年9月29日に就任し、死去するまで在任した。
公益事業にも関心が高く、貧民救済、公共建築・道路修繕・衛生事業、居村児童への奨学金支給などに多額の寄付を行った。